# Chrozophora brocchiana
Chrozophora brocchiana är en törelväxtart som först beskrevs av Roberto de Visiani, och fick sitt nu gällande namn av Georg August Schweinfurth. Chrozophora brocchiana ingår i släktet Chrozophora och familjen törelväxter. Inga underarter finns listade i Catalogue of Life.